# Conseil d'école
En France, le conseil d'école est l'instance qui vote en particulier le règlement intérieur de l'école, donne des avis et des suggestions sur le fonctionnement de l'école primaire.

## Histoire
Les conseils d'écoles sont créés par un décret de 1990, dans le cadre de la loi d'orientation sur l'éducation de 1989, abrogé par le décret n° 2008-263 du 14 mars 2008 et intégré au code de l'éducation à l'article D411-1.
Ils permettent d'institutionnaliser une réunion périodique entre tous les acteurs de l'école (enseignants, représentants de la mairie, parents d'élèves, intervenants...).

## Composition
Le conseil d'école est composé des membres suivants :
- le directeur de l'école qui en est le président. Il représente le ministre pendant toute la durée du Conseil d'école.
- l'inspecteur de l'Éducation nationale (IEN) y assiste de droit sans voix délibérative.
- le maire, ou son représentant, et un membre délégué désigné par le conseil municipal ;
- les enseignants de l'école, instituteurs ou professeurs des écoles ;
- un des maîtres du réseau d'aides spécialisées (RASED)[3] ;
- les représentants des parents d'élèves. Élus par l'ensemble des parents d'élèves en début d'année scolaire, les membres représentants des parents d'élèves sont, au plus, en nombre égal à celui des classes de l'école, mais deux seulement suffisent pour pouvoir constituer une liste de représentants de parents d'élèves lors des élections se déroulant, en règle générale, au mois d'octobre. Les suppléants sont, au plus, aussi nombreux que les titulaires. Ils peuvent également être présents sur invitation du président du conseil d'école : ils n'ont alors qu'une voix consultative et ne prennent pas la parole ouvertement. Un délégué de parent titulaire peut cependant, s'il est absent du conseil, transférer son rôle à un parent suppléant ; il lui suffit alors d'en informer le directeur d'école.
- le délégué départemental de l'Éducation nationale (DDEN) chargé de visiter l'école. Nommé pour quatre ans par l'inspecteur d'académie, ce délégué apporte un avis extérieur sur le fonctionnement de l'école.

Le président du conseil d'école peut également inviter :
- les médecins chargés du contrôle médical scolaire, les infirmières scolaires, les assistantes sociales et les agents spécialisés des écoles maternelles ;
- après avis du conseil d'école, des personnels médicaux ou paramédicaux lorsqu'ils participent à des actions d'intégration d'enfants handicapés ;
- les personnels chargés de l'enseignement des langues vivantes, les maîtres étrangers assurant dans les locaux scolaires des cours de langue et culture d'origine, les maîtres chargés des cours de langue et culture régionales, les représentants des activités périscolaires pour les questions relatives à leurs activités en relation avec la vie de l'école ;
- après avis du conseil d'école, une ou plusieurs personnes dont la consultation est jugée utile en fonction de l'ordre du jour.

## Réunions
Le conseil d'école est constitué pour une année et siège valablement jusqu'au renouvellement de ses membres.
Le conseil d'école se réunit deux ou, cas le plus fréquent, trois fois par année scolaire, et obligatoirement dans les quinze jours suivant la proclamation des résultats des élections des représentants des parents d'élèves, sur un ordre du jour adressé au moins huit jours avant la date des réunions aux membres du conseil. En outre, il peut également être réuni exceptionnellement à la demande du directeur de l'école, du maire ou de la moitié de ses membres titulaires.

## Attributions
Le conseil d'école, sur proposition du directeur de l'école :
- vote le règlement intérieur de l'école ;
- établit le projet d'organisation de la semaine scolaire ;
- dans le cadre de l'élaboration du projet d'école à laquelle il est associé, donne tous avis et présente toutes suggestions sur le fonctionnement de l'école et sur toutes les questions intéressant la vie de l'école, et notamment sur :
  - les actions pédagogiques qui sont entreprises pour réaliser les objectifs nationaux du service public d'enseignement,
  - l'utilisation des moyens alloués à l'école[4],
  - les conditions de bonne intégration d'enfants handicapés,
  - les activités périscolaires,
  - la restauration scolaire,
  - l'hygiène scolaire,
  - la protection et la sécurité des enfants dans le cadre scolaire et périscolaire ;
- statue sur proposition des équipes pédagogiques pour ce qui concerne la partie pédagogique du projet d'école ;
- en fonction de ces éléments, adopte le projet d'école ;
- donne son accord pour l'organisation d'activités complémentaires éducatives, sportives et culturelles[5] ;
- est consulté par le maire sur l'utilisation des locaux scolaires en dehors des heures d'ouverture de l'école[6].

Le directeur d'école informe également le conseil d'école sur :
- les principes de choix de manuels scolaires ou de matériels pédagogiques divers ;
- l'organisation des aides spécialisées.

Par ailleurs, le conseil d'école peut être informé des conditions dans lesquelles les maîtres organisent les rencontres avec les parents de leurs élèves, et notamment la réunion de rentrée.